# Альберто Бралья (стадион)
«Стадион Альберто Бралья» (итал. Stadio Alberto Braglia) — стадион в городе Модена, домашний стадион футбольного клуба «Модена». С 2008 по 2013 год на стадионе проводила свои домашние матчи команда «Сассуоло», чей стадион не соответствовал требованиям Серии В. Вместимость 21 151 зритель.

## История
Стадион был открыт 11 октября 1936 года по случаю матча «Модены» и «Кремонезе» (завершившегося со счетом 0:0) и назван в честь Чезаре Марцари, бывшего игрока желто-синих, погибшего во время гражданской войны в Испании. После войны сооружение получило свое нынешнее название — стадион «Альберто Бралья» в честь гимнаста из Модены, завоевавшего три олимпийских золотых медали (Афины 1906, Лондон 1908, Стокгольм 1912).
В новом тысячелетии сооружение стало объектом масштабной реконструкции, которая проводилась в четыре этапа, что позволило увеличить вместимость объекта до 17 000 мест в сезоне 2002/2003, до 20 507 мест в чемпионате 2003/2004, а в ноябре 2007 года достигло нынешней вместимости в 21 151 место.

## События

### Квалификация наЧемпионат Европы по футболу

#### Квалификация на Euro 2008
| 21 ноября 2007 20:30 UTC+2                          | \| Италия \| 3:1 (3:0) УЕФА \| Фарерские острова \| \| Беньяминсен 11′ (автогол) · Тони 36′ · Кьеллини 41′ \| Голы \| Якобсен 83′ \| | Альберто Бралья, Модена Судья: Флориан Майер |
| Италия                                              | 3:1 (3:0) УЕФА | Фарерские острова                            |
| Беньяминсен 11′ (автогол) · Тони 36′ · Кьеллини 41′ | Голы | Якобсен 83′                                  |

#### Квалификация на Euro 2012
| 3 июня 2011 20:50 UTC+2               | \| Италия \| 3:0 (2:0) УЕФА \| Эстония \| \| Росси 21′ · Кассано 39′ · Паццини 68′ \| Голы \| \| | Альберто Бралья, Модена Зрителей: 21,151 Судья: Александру Тудор |
| Италия                                | 3:0 (2:0) УЕФА                                                                                   | Эстония                                                          |
| Росси 21′ · Кассано 39′ · Паццини 68′ | Голы                                                                                             |                                                                  |

### Квалификация наЧемпионат мира по футболу

#### Квалификация на Чемпионат мира по футболу 2014
| 11 сентября 2012 20:45 UTC+2 | \| Италия \| 2:0 (1:0) ФИФА \| Мальта \| \| Дестро 5′ · Пелузо 92′ \| Голы \| \| | Альберто Бралья, Модена Судья: Антти Мунукка |
| Италия                       | 2:0 (1:0) ФИФА                                                                   | Мальта                                       |
| Дестро 5′ · Пелузо 92′       | Голы                                                                             |                                              |

### Третий квалификационный раундЛиги Европы УЕФА 2010/2011
| 5 августа 2010 20:45 UTC+2 | \| Ювентус \| 1:0 (0:0) УЕФА \| Шемрок Роверс \| \| Дель Пьеро 74′ \| Голы \| \| | Альберто Бралья, Модена Судья: Гиоргос Далукас |
| Ювентус                    | 1:0 (0:0) УЕФА                                                                   | Шемрок Роверс                                  |
| Дель Пьеро 74′             | Голы                                                                             |                                                |

### Регби
| 27 ноября 2010 15:00 UTC+2 | \| Италия \| 24:16 \| Фиджи \| | Альберто Бралья, Модена Зрителей: 18 000 Судья: Дейв Пирсон |
| Италия                     | 24:16                          | Фиджи                                                       |

## Концерты на стадионе
На стадионе проводили свои концерты ряд всемирно известных артистов.
- 1987 — U2 (29-30 мая)
- 1987 — Duran Duran (4 июня)
- 1988 — Pink Floyd (8-9 июля)
- 1988 — Prince (3 сентября)
- 1989 — Simple Minds (20 мая)
- 1990 — Mano Negra (2 июля)
- 1991 — Simple Minds (8 июля)
- 1993 — Guns N' Roses (29-30 июня)
- 1993 — Васко Росси (2 сентября)
- 2008 — Rage Against the Machine (14 июня)